# Владысев, Василий Георгиевич
Константин Георгиевич Владысев (в наградном листе — Владычев) (1923—1945) — младший лейтенант Рабоче-крестьянской Красной Армии, участник Великой Отечественной войны, Герой Советского Союза (1945).

## Биография
Константин Владысев родился в 1923 году в деревне Трушели (ныне — Себежский район Псковской области) в семье крестьянина. Получил среднее образование. В 1941 году он был призван на службу в Рабоче-крестьянскую Красную Армию и в ноябре направлен на фронт Великой Отечественной войны. Участвовал в боях на Синявинских высотах, 18 декабря 1941 года получил тяжёлое ранение и был эвакуирован в один из московских госпиталей. С апреля 1942 по март 1943 года Владысев командовал отделением стрелкового батальона 152-го Можайского Укрепрайона, а затем 156-го Одинцовского Укрепрайона Московской зоны обороны.
С июля 1943 года — вновь на фронте. Участвовал в Смоленской операции и освобождении Смоленска. В дальнейшем был переведён с Западного на 1-й Прибалтийский фронт, принимал участие в боях под Невелем, Городокской операции и освобождении Городка, боях на плацдарме у реки Заронок, Белорусской операции, форсировании Западной Двины. В августе-сентябре 1944 года Владысев учился на курсах политсостава. С сентября 1944 года младший лейтенант Василий Владысев был комсоргом батальона 113-го стрелкового полка 32-й стрелковой дивизии 4-й ударной армии 1-го Прибалтийского фронта. Отличился во время боёв за Мемель (ныне — Клайпеда, Литва).
29 января 1945 года батальон Владысева получил боевую задачу форсировать залив Куришес-Хафф (ныне — Куршский залив) и выйти на косу Курише-Нерунг (ныне — Куршская коса). Несмотря на массированный вражеский пулемётный, артиллерийский и миномётный огонь, Владысев поднял бойцов в атаку и первым достиг берега косы. Бойцы батальона успешно захватили первую немецкую траншею. Когда противник перешёл в контратаку, Владысев лично вёл огонь по наступающим вражеским солдатам и офицерам. При его активном участии было отбито четыре немецких контратаки. Когда командиры всех рот и взводов выбыли из строя, Владысев поднял оставшихся бойцов и перешёл в контратаку. Автоматным огнём он уничтожил 17 солдат и офицеров противника, затем убил ещё 3 лопатой. В бою Владысев получил тяжёлое ранение и удар прикладом по голове, но поля боя не покинул, продолжая сражаться. 31 января 1945 года от полученных ранений он скончался в госпитале. Похоронен в городе Гаргждай.

## Награды
Указом Президиума Верховного Совета СССР от 19 апреля 1945 года за «образцовое выполнение заданий командования и проявленные при этом мужество и героизм» младший лейтенант Василий Владысев посмертно был удостоен высокого звания Героя Советского Союза. Также был награждён орденами Ленина и Славы 3-й степени.

## Память
- В честь Владысева названы улицы в Гаргждае и Себеже[1].